# Miura Tetsuro
Tetsuro Miura (三浦 哲郎, 12 tháng 4 năm 1956 – 28 tháng 4 năm 2018) là một huấn luyện viên và cựu cầu thủ bóng đá người Nhật Bản.

## Sự nghiệp Huấn luyện viên
Tetsuro Miura đã dẫn dắt Nagoya Grampus Eight.